# 直布羅陀 (北卡羅萊納州)
直布羅陀（英語：Gibraltar）是位於美國北卡羅萊納州尤寧縣的鬼鎮。

## 歷史
直布羅陀的郵局於1880年設立，其後於1905年停運。

## 地理
直布羅陀所處的海拔為高於海平面172米（即564英呎），而該地所採用的時區為UTC-5，即北美东部时区（EST）。同時該地設有夏令時間，為UTC-5調快一小時，即UTC-4（EDT）。